# Реальность
Реа́льность (от лат. realis — вещественный, действительный) — философский термин, употребляющийся в разных значениях как существующее вообще; объективно явленный мир; фрагмент универсума, составляющий предметную область соответствующей науки; объективно существующие явления, факты, то есть существующие действительно. Различают объективную (материальную) реальность и субъективную (явления сознания) реальность.
В диалектическом материализме термин «реальность» употребляется в двух смыслах:
- всё существующее, то есть весь материальный мир, включая все его идеальные продукты;
- объективная реальность, то есть материя в совокупности различных её видов. Реальность противополагается здесь субъективной реальности, то есть явлениям сознания, и отождествляется с понятием материи.

Понятия бытия и реальности изучается разделом философии — онтологией.

## Связанные понятия

### Истина
Гносеологическая характеристика мышления в его отношении к своему предмету. В разделах науки (физике, химии, истории, социологии и др.) категория истины обладает двойственной характеристикой. С одной стороны, истина есть в традиционном понимании цель научного познания, а с другой — это самостоятельная ценность, обеспечивающая принципиальную возможность научного знания совпадать с объективной реальностью, как минимум быть комплексом базовых решений теоретических и практических задач.

### Факт
Термин, в широком смысле может выступать как синоним истины; событие или результат; реальное, а не вымышленное; конкретное и единичное в противоположность общему и абстрактному. Твердо установленное содержание сознания. В философии науки факт — это особое предложение, фиксирующее эмпирическое знание, утверждение или условие, которое может быть верифицировано. Факт противопоставляется теории или гипотезе. Научная теория описывает и объясняет факты, а также может предсказать новые. Утверждение, которое не может быть непосредственно подтверждено или опровергнуто, называется предположением или мнением.

### Мировоззрение
Совокупность взглядов, оценок, принципов и образных представлений, определяющих самое общее видение, понимание мира, места в нём человека, а также — жизненные позиции, программы поведения, действий людей. Мировоззрение придаёт человеческой деятельности организованный, осмысленный и целенаправленный характер.

## Бытие и реальность
Понятие реальность вступает в сложные отношения с понятием бытия:
1. Бытие является совокупностью разновидностей реальности (когда понятие реальности предельно расширено и включает в себя такие понятия как, например, субъективная реальность)
2. Бытие содержит реальность как составную часть (когда реальности противопоставлена ирреальность или сюрреальность)
3. Реальность содержит в себе бытие (в экзистенциализме, где бытием обладает только человек).

## Реальность и виртуальность
Понятия виртуальности и реальности изучаются философской онтологией и гносеологией, а также социальной философией, социологией, психологией, информатикой. При этом понятие реальности рассматривается через бытие в его сопоставлении с небытием, а также возможными формами бытия. Категория «виртуальности» вводится через оппозицию субстанциальности и потенциальности: виртуальный объект существует, хотя и не субстанциально, но вполне реально, в то же время — не потенциально, а актуально. Виртуальность не сводится к современным компьютерным программным артефактам, к ней относятся, например, сны, галлюцинации, транс, коллективные психозы, различные пограничные («сумеречные») состояния сознания, которые являются такими же формами виртуальности, как и образы (симуляции), смоделированные на современных IT носителях. Виртуальная реальность, как категория рядоположная действительности, есть «недовозникающее событие», «недорожденное бытие». В современной научной литературе такой подход, основанный на признании полионтичности реальности и осуществляющий в данном контексте рациональную реконструкцию виртуальной реальности, получил наименование «виртуалистика». Нередко понятие «виртуальности» психологизируется, а изучение феномена «виртуализации» переносится в плоскость проблем личности. Между тем, это социальный процесс, который меняет не только ментальность, но и саму личность. Современная тенденция такова, что виртуальность не только психологизируется и информатизируется, но и социализируется, а социальность — виртуализируется. Виртуализируется не только общество, но и порожденная им личность. Современное информационное общество постмодерна структурируется своим движением к виртуальности.

## Виды реальности

### Физическая реальность
Материальный мир Вселенной, в сущности — основной объект изучения естественных наук. На текущий момент нет единого мнения касательно понятия жизни, однако учёные в целом признают, что биологическое проявление жизни характеризуется организацией, метаболизмом, ростом, адаптацией, реакцией на раздражители и воспроизводством. Также можно сказать, что жизнь является характеристикой состояния организма. Свойства, характерные для земных организмов (растений, животных, грибов, простейших, архей и бактерий) следующие: они состоят из клеток на углеродо-водной основе со сложной организацией, имеют метаболизм, способность к росту, реагированию на раздражители и воспроизводству. Сущность, обладающая такими свойствами, как правило, считается жизнью. Однако не в каждом определении жизни утверждается, что все эти свойства необходимы.

### Социальная реальность
Реальность социального мира. Социальная реальность отличается от когнитивной, биологической или индивидуальной, и состоит из тенденций социально принятых в обществе. Некоторые исследователи, как Джон Сёрль, считают, что социальная реальность может быть установлена отдельно от каждого индивидуума и от окружающей среды (в отличие от перцептивной психологии, в том числе Дж. Дж. Гибсона, и наиболее экологических экономических теорий).

### Виртуальная реальность в информатике
Созданный техническими средствами мир (объекты и субъекты), передаваемый человеку через его ощущения: зрение, слух, обоняние, осязание и другие. Виртуальная реальность имитирует как воздействие, так и реакции на воздействие. Для создания убедительного комплекса ощущений реальности компьютерный синтез свойств и реакций виртуальной реальности производится в реальном времени. Объекты виртуальной реальности обычно ведут себя близко к поведению аналогичных объектов материальной реальности. Пользователь может воздействовать на эти объекты в согласии с реальными законами физики (гравитация, свойства воды, столкновение с предметами, отражение и т. п.). Однако часто в развлекательных целях пользователям виртуальных миров позволяется больше, чем возможно в реальной жизни (например: летать, создавать любые предметы).

#### Компьютерные игры
Интерактивные компьютерные игры основаны на взаимодействии игрока с создаваемым ими виртуальным миром. Многие из них основаны на отождествлении игрока с персонажем игры, видимым или подразумеваемым. Существует устоявшееся мнение, что качественная трёхмерная графика обязательна для качественного приближения виртуального мира игры к реальности. Если виртуальный мир игры не отличается графической красотой, схематичен и даже двумерен, погружение пользователя в этот мир может происходить за счёт захватывающего игрового процесса (см. поток), характеристики которого индивидуальны для каждого пользователя. Существует целый класс игр-симуляторов какого-либо рода деятельности. Распространены авиасимуляторы, автосимуляторы, разного рода экономические и спортивные симуляторы, игровой мир которых моделирует важные для данного рода физические законы, создавая приближенную к реальности модель. Специально оборудованные тренажёры и определённый вид игровых автоматов к выводу изображения и звука компьютерной игры/симулятора добавляют другие ощущения, такие как наклон мотоцикла или тряска кресла автомобиля. Подобные профессиональные тренажёры с соответствующими реальным средствами управления применяются для обучения пилотов. Несоответствие команд интерфейса пользователя осуществляемым в игре действиям, его сложность могут мешать погружению в мир игры. С целью снять эту проблему используется не только компьютерная клавиатура и мышь, но и компьютерный руль с педалями, целеуказатель в виде пистолета и другие игровые манипуляторы.

### Дополненная реальность
Термин, относящийся ко всем проектам, направленным на дополнение реальности любыми виртуальными элементами. Дополненная реальность — составляющая часть смешанной реальности (англ. mixed reality), в которую также входит «дополненная виртуальность» (когда реальные объекты интегрируются в виртуальную среду). Самые распространённые примеры дополненной реальности — параллельная лицевой цветная линия, показывающая нахождение ближайшего полевого игрока к воротам при телетрансляции футбольных матчей, стрелки с указанием расстояния от места штрафного удара до ворот, нарисованная траектория шайбы во время хоккея и т. п. Сам термин предположительно был предложен работавшим на корпорацию Boeing исследователем Томом Коделом (англ. Tom Caudell) в 1990 году.
Существует несколько определений дополненной реальности: исследователь Рональд Азума(англ. Ronald Azuma) в 1997 году определил дополненную реальность как систему, которая:
1. Совмещает виртуальное и реальное
2. Взаимодействует в реальном времени
3. Работает в 3D

В 1994 году Пол Милгром (англ. Paul Milgram) и Фумио Кисино (англ. Fumio Kishino) описали Континуум Виртуальность-Реальность (англ. Milgram's Reality-Virtuality Continuum) — пространство между реальностью и виртуальностью, между которыми расположены дополненная реальность (ближе к реальности) и дополненная виртуальность (ближе к виртуальности). Ещё одно определение: Дополненная реальность — добавление к поступающим из реального мира ощущениям мнимых объектов, обычно вспомогательно-информативного свойства. Иногда используют в качестве синонимов названия «расширенная реальность», «улучшенная реальность», «обогащённая реальность».

### Консенсуальная реальность
Психологический термин, обозначающий такое описание реальности, в отношении которого достигнуто общее соглашение между людьми (осознанное или неосознанное). Чарльз Тарт в книге «Пробуждение» предложил альтернативный термин — «обусловленная реальность» (conditioned или conditional reality), указывая на неточность термина «реальность консенсуса», поскольку никто не спрашивает у индивида согласия, хочет ли он жить в «общепринятой реальности», ведь к ней его приучают путём «обусловливания» — выработки условных рефлексов в процессе воспитания и социализации.

#### Объективность
Научный подход к исследованию разнообразных явлений реальной действительности, один из основных принципов материалистической диалектики, которая противопоставила себя объективизму. В гносеологическом аспекте «объективность», обозначает возможность познания объективной истины, характеризует содержание знаний, как таковых что отвечают их настоящей природе. В логическом аспекте, предусматривает наличие логических способов для объективного рассмотрения познаваемого предмета.

### Медиареальность
Реальность, которую производят, представляют и обособляют медиа. Исследуется медиафилософией. Структура медиареальности:
- Визуальный образ — имидж, мем, медиавирус
- Медиасубъект — участник медиареальности: медиамагнат, журналист, целевая группа.
- Медиатехнологии (логика медиа) — PR, реклама, зеппинг

### Объективная реальность
Существование мира независимо от сознания человека (то есть субъекта). Понимание мира не с позиции субъекта, то есть реальности окружающего мира вне зависимости от представлений человека о нём, а с позиции того, что все существует вне нашего сознания и того, что отражается им
(сознанием). «Движение, пространство, время, жизнь и т. д. — всё это свойства или проявления свойств и взаимодействий различных по степени сложности видов материи, которые в совокупности и образуют мир в целом или всю Объективную реальность (Бытие)».

### Субъективная реальность
В философии диалектического материализма: реальность идеального, то есть содержания мыслительных процессов. Представление о субъективной реальности возникло на основе ленинского определения материи как объективной реальности. Если есть объективная реальность, то логичным ходом стало предположение существования субъективной реальности. Однако в советской философии возник ряд проблем, связанных с существованием субъективной реальности. Так, например, дискуссионным стал вопрос о существовании подобной реальности у животных, внутри кибернетических систем, а также структура субъективной реальности.

## Трактовки реальности
Существует две основные трактовки реальности: реализм, утверждающий объективное существование реальности, которая лишь открывается человеком в процессе познания, и феноменализм, утверждающий, что реальность зависит от познавательной активности человека и конструируется в последней. Например, с точки зрения антиреализма олимпийские боги для древнего грека были такой же реальностью, как и электрон для современного учёного.

### Реализм
Философский термин, употребляемый для обозначения направления, постулирующего существование реальности, независимой от познающего субъекта. В философском значении термин Реализм употребляется в трех смыслах:
1. реализм как направление противоположное номинализму и концептуализму (умеренному реализму) в средневековой философии (проблема универсалий);
2. реализм служит для обозначения философского направления нового времени, противостоящего идеализму. Выразителем этого вида реализма был Гербарт со своими последователями; Эпистемологический реализм или объективизм рассматривает истинное знание независимым от знаний, представлений и верований отдельного субъекта познания[17]. Эпистемологический реализм настаивает на идее, что наш чувственный опыт обеспечивает прямой, непосредственный доступ к объектам окружающего мира[18].
3. реализм как направление противоположное антиреализму в современной философии науки второй половины XX в.

### Феноменализм
Философское учение о том, что мы познаем не сущность вещей, «вещи в себе», а лишь явления. В основе феноменализма лежит исследование объектов познания с онтологической и гносеологической точек зрения. В первом случае объекты рассматриваются независимо от вопроса об их воспроизводимости в познании, исключительно с точки зрения взаимозависимости и относительного значения их свойств как известных форм и проявлений бытия. При этом оказывается, что одни свойства могут быть признаны постоянными и первоначальными, другие — сменяющимися и производными. Так, например, плотность или масса представляет постоянное свойство всех материальных объектов сравнительно с их цветом, формой и другими чувственно воспринимаемыми свойствами. Эти последние при известной точке зрения могут быть признаны лишь различными проявлениями массы.

## Реальность как восприятие
В обыденной разговорной речи «реальность» может означать «восприятие, убеждения и отношение к действительности», как субъективный взгляд личности на окружающий мир, по принципу: «моя реальность не является вашей реальностью». Это выражение порой используется как разговорное в обсуждениях спорных вопросов, что реально, а что нет, когда дискутирующие стороны не могут достичь согласия. Например, в религиозном диспуте между друзьями, могут в шутку сказать: «Вы можете не соглашаться, но в моей реальности, все идут в рай».
Таким образом, реальность может быть определена, как взгляды, связанные с мировоззрением или его частью (концептуальными основами), отсюда: реальность — есть совокупность всех вещей, структур (фактических и концептуальных), событий (в прошлом и настоящем) и явлений, наблюдаемых и не наблюдаемых. Это то, что мировоззрение (будь то на основе индивидуального или общего человеческого опыта) в конечном счете, пытается описать или очертить.
Некоторые идеи из физики, философии, социологии, литературоведения, и других областей формируют различные теории реальности. Одним из таких убеждений является представление, что не существует иной реальности за пределами восприятия и убеждения каждого из нас о реальности. Такое отношение к реальности представлено в популярном на Западе заявлении, «Реальность — есть восприятие» или «Жизнь — это то, как вы воспринимаете реальность». В эти фразах указывается на антиреализм — то есть, считается, что нет никакой объективной реальности, признана ли она явно или нет.
Многие из концепций науки и философии часто определяются в культурном и социальном аспектах. Эта идея была разработана Томасом Куном в его книге «Структура научных революций» (1962), а в 1966 году вышла книга о социологии знания — «Социальное конструирование реальности» («The Social Construction of Reality») за авторством Питера Бергера и Томаса Лукмана.

## Взгляды на реальность в истории философии
Определение реальности играло важную роль уже в античной философии. По учению Демокрита, лишь в общем мнении существует цвет, в мнении — сладкое, в мнении — горькое, в действительности же существуют только — атомы и пустота. «В общем мнении» у него означает то же, что «согласно с общепринятым мнением» и «для нас», не по природе самих вещей; природу же самих вещей он, в свою очередь, обозначает выражением «действительность». Это различение совпадает, таким образом, у Демокрита с различием между «природой вещей», которая существует объективно, и формами её чувственного восприятия субъектом.
Для Платона действительно реальными были только идеи (эйдос). Всё что находится вне мира идей (Гиперурании), Платоном провозглашалось лишь тенью, иллюзией. Аристотель тоже признавал реальность идей, но только в вещах. Подобные мысли характерны также для многих школ классической индийской философии, в которых утверждалось, подлинную реальность имеет только Брахман, тогда как известный людям мир, и даже боги — иллюзия, майя.
Среди важных вопросов средневековой философии выделяется спор о реальности универсалий между реалистами и номиналистами. Реалисты отстаивали тот взгляд, что общие понятия существуют в действительности, то есть являются реальными. Номиналисты считали, что общие понятия существуют только как названия, имена.
Рене Декарт, провозглашая принципы универсального сомнения, пришел к выводу, что единственное, в чём нельзя сомневаться — это в существовании, реальности самого исследователя — cogito ergo sum (думаю, следовательно, существую). Многочисленные философы и философские школы после Декарта стали рассматривать вопрос о реальности мира вне ощущения, перенося основной акцент в область гносеологии (эпистемологии), области философии, изучающий проблемы познания. Марксистско-ленинская философия относит таких философов и такие школы к субъективным идеалистам, хотя они сами себя так не называют. В частности, к ним относились Джордж Беркли и Дэвид Юм. Субъективные идеалисты не обязательно отрицают реальность мира вне ощущений, они либо провозглашают этот вопрос метафизическим, или, как Иммануил Кант, считают, что ответ на этот вопрос требует трансцензуса — выхода за пределы эмпирического опыта.
Гегель, развивая свои взгляды в духе Платона и средневекового реализма, провозгласил, что первичную реальность имеет абсолютная идея, которая порождает эмпирическую чувственную реальность. Марксистско-ленинская философия классифицирует подобные взгляды как объективно-идеалистические.
Сторонники материализма утверждают не только реальность, но и первичность внешнего материального мира, поэтому для них по вопросу о реальности акцент смещается к вопросу о реальности идеального, сознания. Вульгарный материализм решал этот вопрос кардинально, утверждая, что сознание не только существует, но имеет материальную природу.

## См.также
- Действительность
- Явь